# Ангел си ти
„Ангел си ти“ е песента, с която Миро представя България на Евровизия 2010.
Песента е дело на Миро, Михаил Михайлов и Георги Андреев. В аранжимента на песента се включва британският композитор Гордън Дейвис, работил с изпълнители като Дейв Стюард, Уолтър бойс, Роби Уилямс и много други.
На националния финал на 28 февруари с над 48% от зрителския вот песента на Миро „Ангел си ти“ е избрана да бъде българската песен в Евровизия 2010. 